# Marc Levy
Marc Levy, (* 16. října 1961, Boulogne-Billancourt, Francie) je francouzský spisovatel, známý již svým prvním románem Et si c'était vrai... (česky: A co když je to pravda?, 2005), zfilmovaným v roce 2005 režisérem Markem Watersem s názvem Just Like Heaven.

## Život
Narodil se 16. října 1961 v židovské rodině ve francouzském městě Boulogne-Billancourt. Má starší sestru Lorraine Lévy (* 1959), která je dramaturgyní, scenáristkou a režisérkou. Jeho otec, spisovatel Raymond Lévy (1925–2014) byl tureckého původu; v roce 1944 se svým bratrem uprchl při transportu do Dachau. Jeho vzpomínky zachytil Marc Levy ve své knize  Les enfants de la liberté (2007).
V osmnácti letech vstoupil do Červeného kříže, kde pracoval nejprve jako pomocník a kde působil celkem šest let. Přitom vystudoval management a informatiku na Univerzitě Paris-Dauphine.
V roce 1983 založil ve Francii a Spojených státech svoji první společnost specializující se na počítačovou grafiku. V roce 1989 na svoji funkci rezignoval a vybudoval se dvěma partnery jednu z prvních firem zabývajících se kancelářskou architekturou ve Francii.
V roce 2000, po úspěchu svého prvního románu Et si c'était vrai..., přenechal svůj podíl ve firmě společníkům a věnuje se psaní knih. Kromě románů napsal i několik písňových textů pro známé francouzské zpěváky (Jenifer, Grégory Lemarchal, Johnny Hallyday).
Marc Levy žije v New Yorku, je podruhé ženatý a má dva syny.

## Dílo

### Romány(vydavatelství Robert Laffont)
- 2000 : Et si c'était vrai...
- 2001 : Où es-tu ?

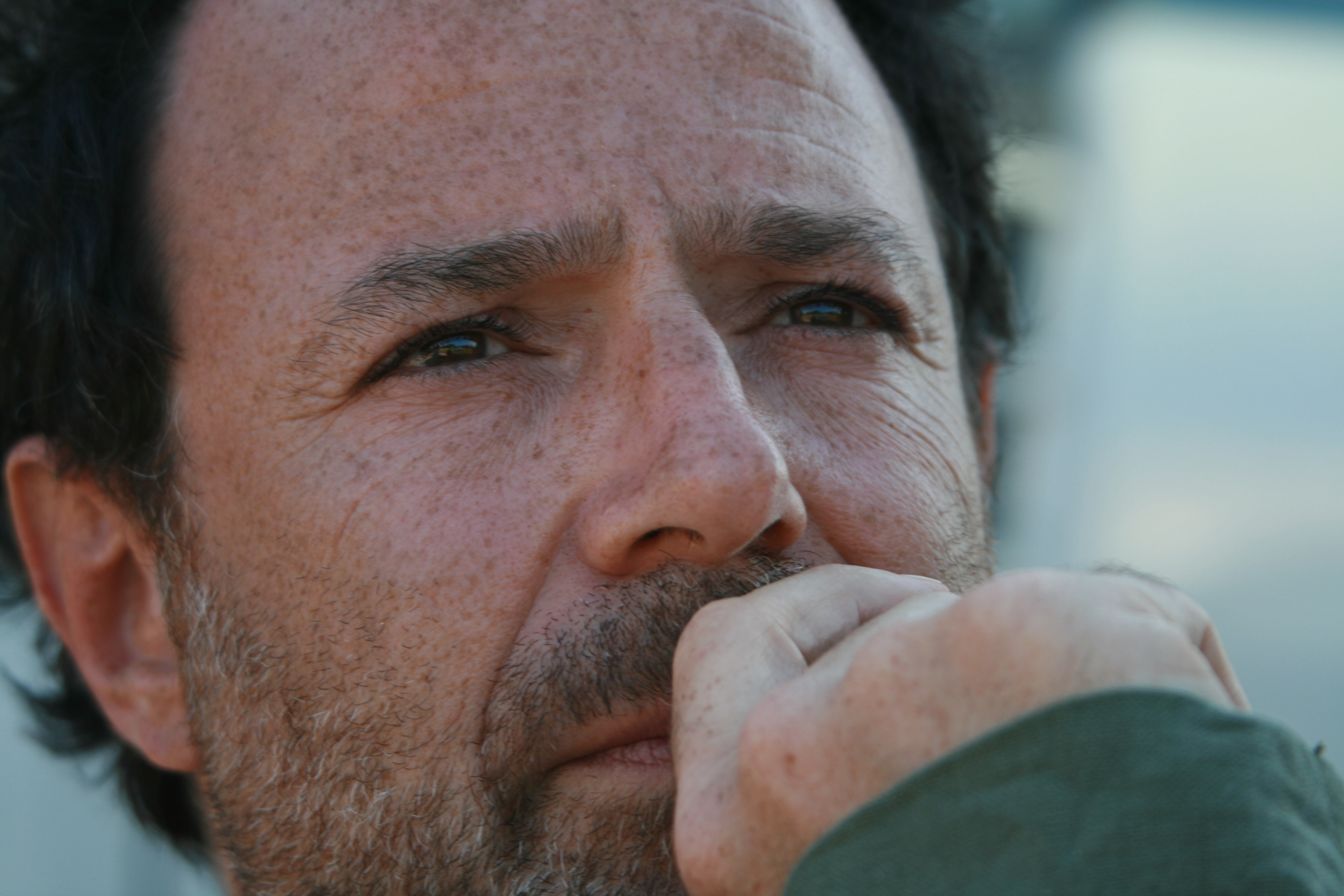
Marc Levy (2006)

- 2003 : Sept jours pour une éternité...
- 2004 : La Prochaine Fois
- 2005 : Vous revoir
- 2006 : Mes amis mes amours
- 2007 : Les Enfants de la liberté
- 2008 : Toutes ces choses qu'on ne s'est pas dites
- 2009 : Le Premier Jour
- 2009 : La Première Nuit
- 2010 : Le Voleur d'ombres
- 2011 : L'Étrange Voyage de monsieur Daldry
- 2012 : Si c'était à refaire
- 2013 : Un sentiment plus fort que la peur
- 2014 : Une autre idée du bonheur
- 2015 : Elle et Lui
- 2016 : L'Horizon à l'envers

### České překlady
- 2001 : Jste zřejmě jediný člověk na světě, se kterým mohu sdílet své tajemství (Et si c'était vrai...), překlad : Jiří Esser, Praha, Olympia, ISBN 80-7033-709-5
- 2005 : A co když je to pravda? (Et si c'était vrai...), překlad: Jiří Esser, Praha, Albatros, ISBN 80-00-01795-4
- 2006 : Příště (La Prochaine Fois), překlad: Jiří Esser, Praha, Albatros, ISBN 80-00-01650-8
- 2006 : Potkat Vás znovu (Vous revoir), překlad: Jiří Esser, Praha, Albatros, ISBN 80-00-01848-9
- 2007 : Mí přátelé, mé lásky (Mes amis mes amours), překlad: Lucie Šavlíková, Praha, Albatros, ISBN 978-80-00-01530-9
- 2014 : Druhá šance (Si c'était à refaire), překlad: Dana Melanová, Praha, Motto, ISBN 978-80-267-0125-5[1]
- 2018 : P.S. z Paříže (Elle et Lui), překlad: Lucie Šavlíková, Praha, Mladá fronta, ISBN 978-80-204-4965-8

### Písňové texty
- 2004 : Pour toi (zpěvačka Jenifer, album Le Passage)
- 2005 : Je t'écris (zpěvák Grégory Lemarchal, album Je deviens moi)
- 2007 : T'aimer si mal (zpěvák Johnny Hallyday, album Le Cœur d'un homme)

### Filmové adaptace
- 2005 : Et si c'était vrai...  (Just like heaven, česky A co když je to pravda?)[2], režie: Mark Waters, hrají: Reese Witherspoonová a Mark Ruffalo
- 2008 : Où es-tu ?, televizní film, režie: Miguel Courtois, hrají: Cristiana Reali, Elsa Lunghini, Philippe Bas.
- 2008 : Mes amis, mes amours (česky: Mí přátelé, mé lásky)[3], režie: Lorraine Lévy, hrají: Vincent Lindon, Pascal Elbé, Virginie Ledoyen, Mathias Mlekuz, Florence Foresti a Bernadette Lafont

## Veřejně prospěšná činnost
Marc Levy podporuje několik humanitárních sdružení z různých oblasti (Action contre la faim, SOS villages d'enfants, Association Animalter, Association européenne contre les leucodystrophies, Action innocence a další).